# Etheostoma barrenense
Etheostoma barrenense là một loài cá đặc hữu của hệ thống sông Barren ở phía nam miền trung Kentucky và bắc miền trung Tennessee. Loài này thường được tìm thấy trong các bãi đá nhỏ ở các con lạch và sông
.
Chúng chỉ được tìm thấy trong hệ thống sông Barren ở phía nam miền trung Kentucky và phía bắc miền trung Tennessee; hệ thống sông này là một phần của hệ thống thoát nước sông Ohio. Phạm vi phân bố của loài này là từ 5000 - 20.000 km2, tương đối nhỏ. Từ khi được phát hiện và mô tả vào năm 1982, phạm vi phân bố của nó vẫn không thay đổi dù một số cá thể trưởng thành hay còn non xuôi theo dòng chảy. Chúng có xu hướng dành cả cuộc đời trong các bãi đá ngầm ở sông, suối và kênh rạch.
Chúng ăn các loài côn trùng và đôi lúc lại là thức ăn của một số loài cá lớn hơn.
Một cá thể E. barrenense sẵn sàng giao phối khi được một năm tuổi, nhưng phần lớn là người ta sử dụng các cá thể lớn tuổi hơn để phối giống. Cặp giao phối điển hình là một con đực ba tuổi và một con cái 2 tuổi. Mùa sinh sản của chúng là từ tháng 3 đến tháng 6 nếu chúng ở Kentucky và từ tháng 3 đến tháng 5 nếu chúng ở Tennessee. Tuổi thọ trung bình của chúng là ba năm, nên chúng chỉ có thể sinh sản từ một đến hai lần trước khi chúng chết. Hiện tại, vẫn chưa có trường hợp nào được ghi nhận là xuất hiện một cá thể trên 3 năm tuổi.